# The Bay City Rollers
The Bay City Rollers es una banda de pop escocesa cuya popularidad alcanzó su punto máximo a mediados de la década de 1970. En la publicación British Hit Singles & Albums se refirieron a la banda como una «sensación adolescente desde Edimburgo» y como «el primero de muchos grupos anunciados como el grupo más grande desde los Beatles». Por un período relativamente breve, la agrupación se convirtió en una de las bandas adolescentes más exitosas de la escena a nivel mundial. Su alineación tuvo numerosos cambios a lo largo de los años, pero la formación clásica durante su apogeo incluyó a los guitarristas Eric Faulkner y Stuart John Wood, el cantante Les McKeown, el bajista Alan Longmuir y el baterista Derek Longmuir. La formación de 2018 incluye al guitarrista Stuart John Wood, el cantante Ian Thomson, el bajista Marcus Cordock, el tecladista Gary O'Hagan y el baterista Jamie McGrory.

## Músicos

### Actuales
- Stuart "Woody" Wood - Guitarra
- Ian Thomson - Voz
- Marcus Cordock - Bajo
- Gary O'Hagan - Teclados
- Jamie McGrory - Batería

### Formación clásica
- Eric Faulkner - Guitarra
- Stuart John Wood - Guitarra
- Les McKeown - Voz
- Alan Longmuir - Bajo
- Derek Longmuir - Batería

## Discografía

### Álbumes de estudio
| Rollin'                                                    | - Lanzamiento: octubre de 1974 - Discográfica: Bell           | 1  | 8  | —  | —  | —  | 37 | 27 | —  | —  | —   | - Reino Unido: Platino              |
| Once Upon a Star                                           | - Lanzamiento: mayo de 1975 - Discográfica: Bell              | 1  | 4  | —  | —  | —  | 26 | 30 | 17 | 34 | —   | - Reino Unido: Platino              |
| Bay City Rollers                                           | - Lanzamiento: septiembre de 1975 - Discográfica: Arista      | —  | —  | —  | 1  | —  | —  | 4  | —  | 49 | 20  | - CAN: Platino - EE. UU.: Oro       |
| Wouldn't You Like It?                                      | - Lanzamiento: diciembre de 1975 - Discográfica: Bell         | 3  | 3  | —  | —  | 30 | 21 | 5  | 9  | 45 | —   | - Reino Unido: Oro                  |
| Rock n' Roll Love Letter                                   | - Lanzamiento: marzo de 1976 - Discográfica: Arista           | —  | —  | —  | 1  | —  | —  | —  | —  | —  | 31  | - CAN: Platino - EE. UU.: Oro       |
| Dedication                                                 | - Lanzamiento: septiembre de 1976 - Discográfica: Arista/Bell | 4  | 3  | 21 | 5  | 5  | 1  | 6  | —  | 38 | 26  | - Reino Unido: Plata - EE. UU.: Oro |
| It's a Game                                                | - Lanzamiento: julio de 1977 - Discográfica: Arista           | 18 | 10 | 6  | 14 | 4  | 1  | 12 | —  | —  | 23  | - EE. UU.: Oro                      |
| Strangers in the Wind                                      | - Lanzamiento: 1978 - Discográfica: Arista                    | —  | 61 | —  | —  | —  | 5  | —  | —  | —  | 129 |                                     |
| Elevator                                                   | - Lanzamiento: 1979 - Discográfica: Arista                    | —  | —  | —  | —  | —  | —  | —  | —  | —  | —   |                                     |
| Voxx                                                       | - Lanzamiento: 1980 - Discográfica: Arista                    | —  | —  | —  | —  | —  | —  | —  | —  | —  | —   |                                     |
| Ricochet                                                   | - Lanzamiento: 1981 - Discográfica: Epic                      | —  | —  | —  | —  | —  | —  | —  | —  | —  | —   |                                     |
| ... And Forever                                            | - Lanzamiento: 1982 - Discográfica: Arista                    | —  | —  | —  | —  | —  | —  | —  | —  | —  | —   |                                     |
| Breakout '85                                               | - Lanzamiento: 1985 - Discográfica: Polydor/Powderworks       | —  | —  | —  | —  | —  | —  | —  | —  | —  | —   |                                     |
| "—" denota que no ingresó en las listas en ese territorio. |                                                               |    |    |    |    |    |    |    |    |    |     |                                     |